# Alstroemeria douradensis
Alstroemeria douradensis är en alströmeriaväxtart som beskrevs av Pierfelice Ravenna. Alstroemeria douradensis ingår i släktet alströmerior, och familjen alströmeriaväxter. Inga underarter finns listade i Catalogue of Life.